# Radniční náměstí (Bardejov)

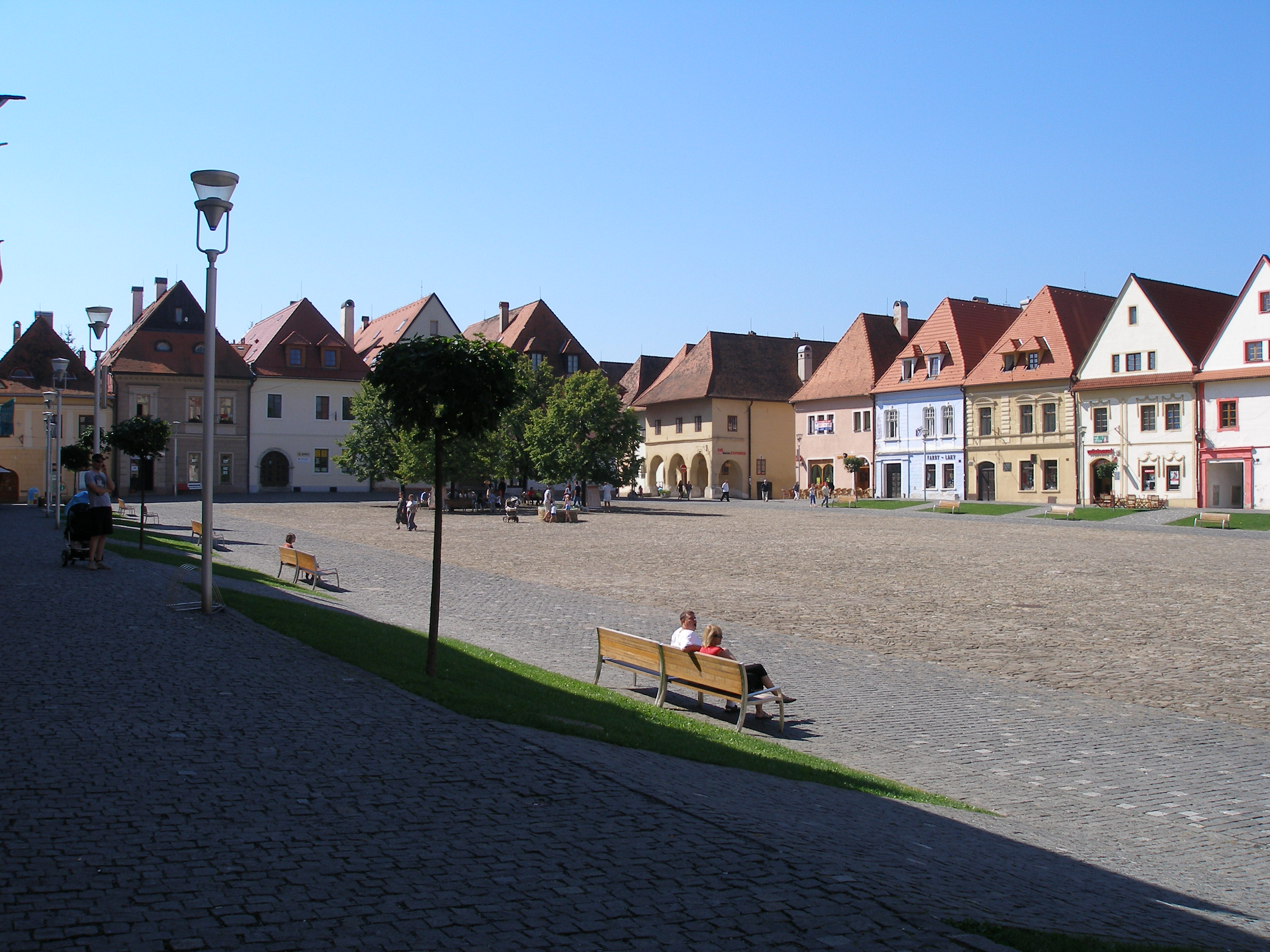
Zástavbu Radničního náměstí tvoří řada 46 domů ohraničujících jeho tři strany

Radniční náměstí v Bardejově tvoří centrální historickou městskou zónu tohoto okresního města v Prešovském kraji. 
Bardejovské centrální náměstí je významným dokladem uplatňování stavebních slohů (počínaje gotickým) a představuje ucelený urbanistický soubor staveb charakteristických pro středověké město.

## Vznik centrálního prostoru

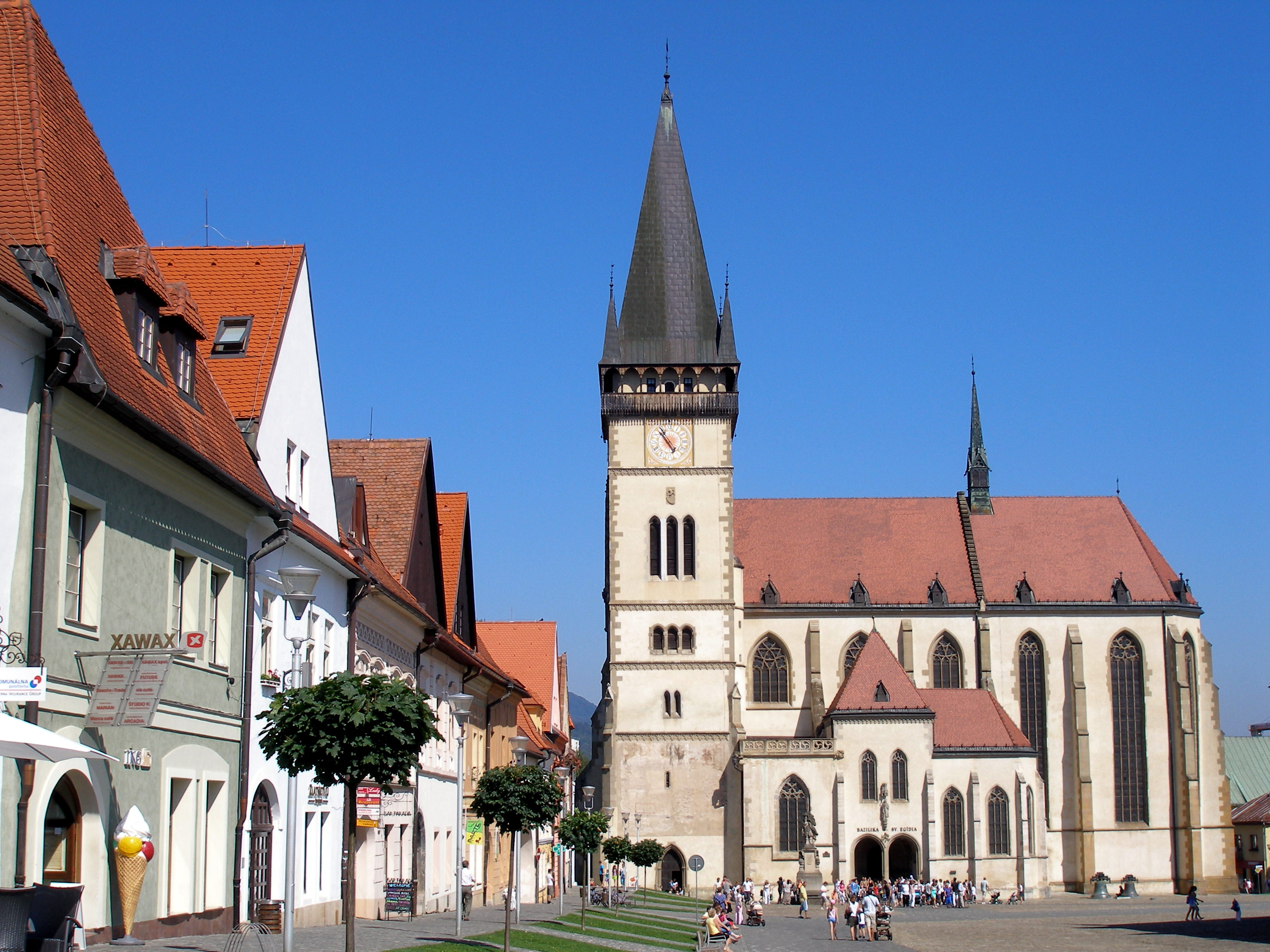
Římskokatolícká Bazilika svatého Egídia na Radničním náměstí

Vznik centrálního náměstí souvisel se společensko-hospodářskou funkcí tohoto prostranství. Růst počtu obyvatel a narůstající prosperita města vedly k potřebě vytvoření ústředního společenského prostoru. Tak ve středu historického města vzniklo náměstí, obklopené ze všech stran budovami. 
Největší hustota zástavby je soustředěna na třech stranách – jižní, západní a východní, které tvoří souvislou řadu vícepodlažních měšťanských a řemeslnických domů, stojících na úzkých gotických parcelách. Svými průčelími jsou domy obrácené do náměstí. Severní ohraničení náměstí zabírá nejmonumentálnější stavba – farní kostel sv. Egídia.
Ústřední bod celého prostoru představuje jedinečná budova goticko-renesanční radnice. 
Do náměstí ústí všechny významné ulice historického jádra města.

## Vývoj náměstí
Po počáteční spontánní výstavbě města se základní urbanistika změnila od poloviny 14. století. V roce 1352 v souvislosti s možným ohrožením královských měst přikázal král Ludvík I. Veliký z Anjou obehnat město hradbami. Současně s jejich výstavbou tak vznikala plánovitá síť ulic, ústících na centrálním městském prostranství. Od nepaměti na něm probíhal téměř všechen společenský a hospodářský život. 
Již v roce 1320 dostal Bardejov od krále Karla I. Roberta privilegium, podle kterého se ve městě mohl konat osmidenní jarmark. Král Zikmund Lucemburský prodloužil v roce 1403 čas jeho trvání na šestnáct dní a roku 1427 povolil konat další jarmark. Místem konání jarmarků bývalo prostranství centrálního městského náměstí.

## Bardejovský měšťanský dům

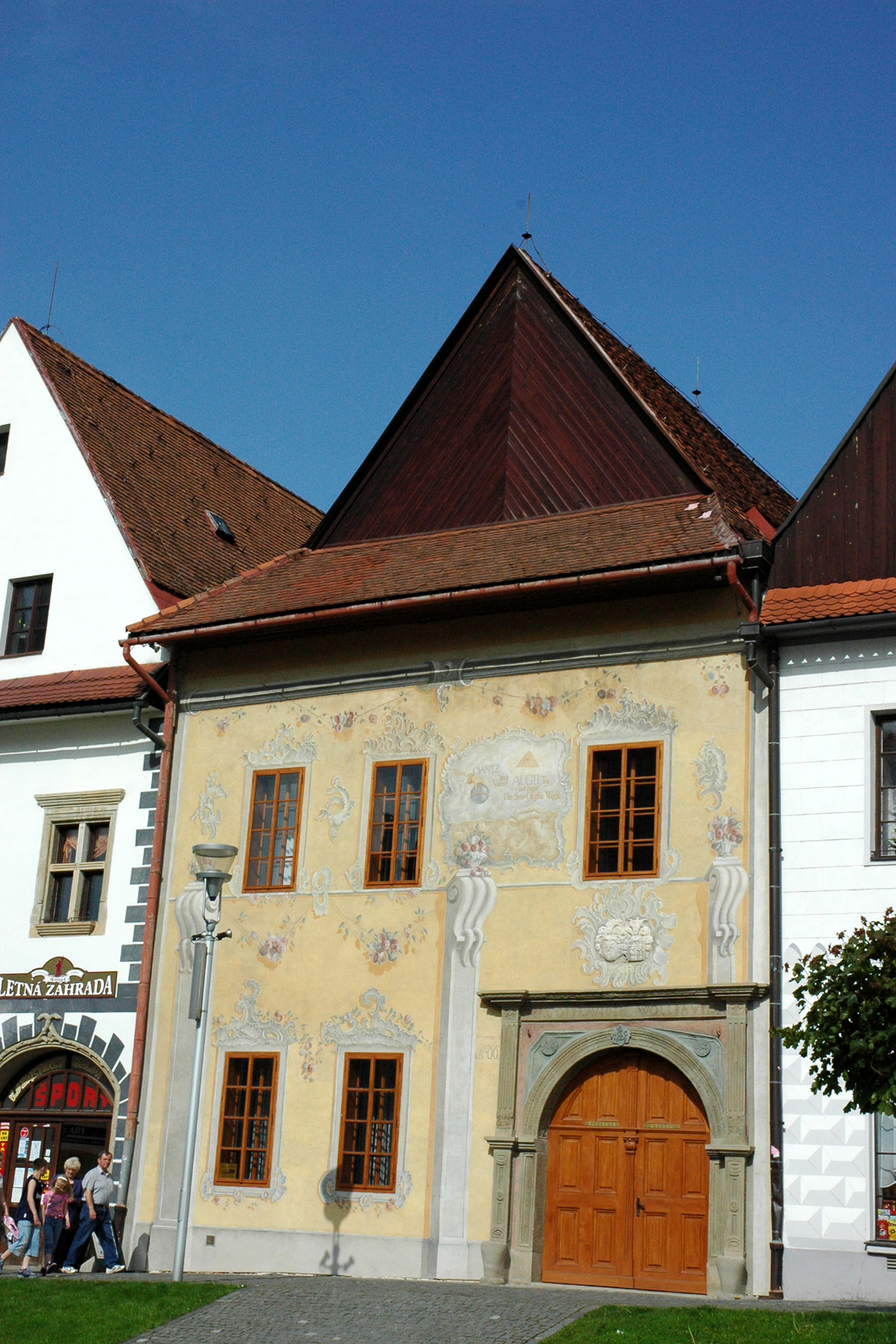
Několik domů na náměstí má pozoruhodnou ornamentální výzdobu průčelí

Typický dům stojí na obdélníkovém půdorysu s hlavním průčelím obráceným do náměstí. Celou délkou zástavby prochází vstupní chodba, která je průjezdná a původně sloužila pro povozy projíždějící na dvůr. Sloužila zároveň jako vstupní část do ostatních prostor domu. V průjezdu bylo několik portálů, z nichž čelní býval nejdůležitější a jeho ztvárňování se věnovala největší pozornost.
Domy jsou většinou patrové, dvojtraktové. Přední trakt měl obchodní (přízemí domu) a obytnou funkci (patro), zadní sloužil jako hospodářská základna domu (byly zde dílny nebo sklady). Za pozornost stojí i sklepy domů se zachovanou středověkou dispozicí, které se rozprostírají obvykle pod celou stavbou.
Zástavba Radničního náměstí představuje téměř všechny slohová období – od gotiky přes renesanci, baroko až po secesi. V závislosti na době svého vzniku mají domy na fasádách, portálech, oknech a klenbách uměleckou výzdobu.

## Významné stavby
Nejcharakterističtější obraz Radničního náměstí vytváří ucelenou řadu 46 domů, které ohraničují jeho tři strany. Některé z nich jsou samy významnými historickými památkami dokumentujícími vývoj stavitelství na slovenském území. 

### Bazilika svatého Egídia (Jiljí)
Původně gotická sakrální stavba z poloviny 14. století, pozoruhodná zejména interiérovým vybavením – unikátní kolekcí jedenácti gotických křídlových oltářů.

### Radnice
Goticko-renesanční stavba ze začátku 16. století postavena pro potřeby městské rady.

### Humanistické gymnázium
Budova bývalé latinské školy založené v roce 1538, stojící v těsném sousedství Baziliky svatého Egídia.